# Laurentius Beronis den äldre
Laurentius Beronis den äldre, född i Rudskoga, död 2 november 1635 i Visnum, var en svensk kyrkoherde.
Beronis var son till bonden och fjärdingsmannen Björn Larsson i Revsten. Han tillträde ämbetsposten som kyrkoherde i Visnums pastorat i Karlstads stift 1610.
Han gifte sig med Kerstin Jönsdotter, med vilken fick han fyra söner och sju döttrar. En son blev kapten och sedermera adlad med namnet Wisenheim.